# Karl von Geusau (General, 1775)
Freiherr Karl von Geusau  (* 2. März 1775 in Karlsruhe; † 13. Februar 1826 in Karlsruhe) war badischer Generalmajor und zuletzt Kommandeur der Garde du Corps.

## Herkunft
Er stammte aus dem thüringischen Uradelsgeschlecht von Geusau. Seine Eltern waren der General der Kavallerie Karl von Geusau (1741–1829) und dessen Ehefrau, die Freiin Elisabeth Benedikta von Gemmingen-Guttenberg (1751–1778).

## Leben
Er ging jung in den badischen Militärdienst und wurde 1789 als Unterleutnant vom Leibregiment zur Garde du Corps versetzt. Als solcher nahm er am Ersten Koalitionskrieg teil. Er wechselte 1797 in preußische Dienste, wo er im Regiment Zastrow diente. Während des Vierten Koalitionskriegs kämpfte er in der Schlacht bei Jena sowie mehreren Gefechten. 1808 verließ er den preußischen Dienst und erhielt die Stelle eines badischen Reiseoberstallmeisters. Er wurde 1812 zum Oberst ernannt und wurde Flügeladjutant der Kavallerie. Bereits 1813 wurde er Generalmajor, Generaladjutant und Oberstallmeister. Außerdem erhielt er in dem Jahr das Kommandeurskreuz des Karl-Friedrich-Militärverdienstordens und wurde zum Kommandeur der Garde du Corps ernannt. Später wurde ihm das Großkreuz des Hausordens der Treue verliehen sowie 1821 das Großkreuz des Zähringer Löwenordens. Er starb 1826 nach kurzer Krankheit.

## Familie
Geusau heiratete Ernestine Frederike von Mentzingen (* 7. Mai 1788; † 3. Juni 1852). Das Paar hatte mehrere Kinder:
- Karl (* 28. November 1814; † 4. Juli 1857), k.k. Leutnant[2]
- Fritz (* 5. Januar 1818; † 12. Juli 1880) ⚭  1850 Sophie von Seldeneck[3]
- Luise Caroline Frederike (* 23. Februar 1819; † 28. Februar 1900) ⚭ 1840 Theodor Friedrich von Baumbach (* 1809; † 1876), großherzoglich badischer Oberschlosshauptmann[4]
- Stefanie Frederike Charlotte Ernestine (* 25. November 1821; † 21. Juni 1874), Stiftsdame
- Marie Henriette Wilhelmine Charlotte (* 2. April 1820; † 20. Juni 1891) ⚭ 1842 Graf August Clemens von Leiningen-Neudenau (* 20. Januar 1805; † 5. Mai 1862)[5]
- Wilhelmine Auguste Adriane Ernestine (* 4. Mai 1825; † 6. Juni 1852) ⚭ 1848 Oscar Maximilian von Westerholt-Gysenberg (* Dezember 1815; † 13. Februar 1874)[6]